# Osijek Vojakovački
Osijek Vojakovački falu Horvátországban Kapronca-Kőrös megyében. Közigazgatásilag Kőröshöz tartozik.

## Fekvése
Köröstől 12 km-re északra a Kemléki-hegység lábánál fekszik.

## Története
A települést 1527-ben „Ozegkh” alakban említik amikor I. Ferdinánd király „Zenthmartony in Powsahegh, Ozegkh et Dolyancz” birtokokat a Pekry családnak adományozza. A birtokok korábban Bánfy Jánosé voltak, aki azonban Szapolyai János pártjára állt, így Ferdinánd király birtokait elvette. A Pekryket később is megerősítette birtokaikban, 1541-ben azonban már ismét Bánfy István az ura. Az 1501-es egyházlátogatás megemlíti az egykor a falu területén állt palothai plébániát, amely a török korban elpusztult. A 16. század második felében ortodox szerb lakosság érkezett erre a területre.
1857-ben 337, 1910-ben 769 lakosa volt. Trianonig Belovár-Kőrös vármegye Körösi járásához tartozott. 2001-ben 215 lakosa volt.

## Nevezetességei
Szent Miklós püspök tiszteletére szentelt ortodox temploma 1763-ban épült egyhajós, négyszögletes épületként sekély, sokszögletű apszissal és a főhomlokzat feletti harangtoronnyal. A bejárat előtt kis fedett előcsarnok található. Két boltszakaszból álló belső terét csehsüvegboltozat fedi.